# Will (auteur)
Pour les articles homonymes, voir Maltaite et Will.

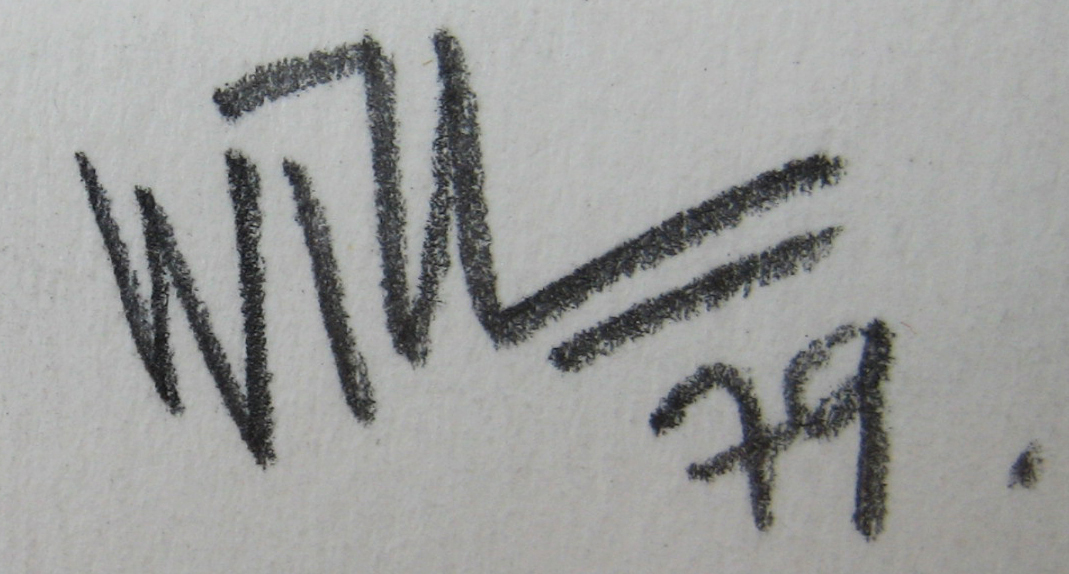
Signature autographe de Will

Willy Maltaite, alias Will, né le 30 octobre 1927 à Anthée et mort le 18 février 2000 à La Hulpe, est un dessinateur et scénariste de bande dessinée et peintre belge, représentant de l'école de Marcinelle.

## Biographie
Dès son plus jeune âge, Willy Maltaite dessine. Il entre au début des années 1940 en apprentissage chez Joseph Gillain (Jijé), un des piliers de Spirou, qui deviendra son ami. Il n'a alors que 15 ans. « J’ai appris mon métier chez lui, mais il m’a tout d’abord communiqué l’ABC du dessin. Je ne savais rien du tout et il m’a montré comment voir juste. En plus, c’était un type universel, il faisait aussi bien de la gravure sur bois que de la sculpture ou de la peinture. J’ai tout fait avec lui, sans réaliser de BD, jusqu’à l’âge de 20 ans. ».
En 1946, Jijé, outre Will, héberge chez lui Morris et Franquin, deux jeunes auteurs encore peu connus mais dont Gillain avait su déceler le fort potentiel. Will réalise tout d'abord des cartoons et des illustrations publiés dans Bonnes soirées et Le Moustique. Au départ de Jijé pour les États-Unis, Will réalise sa première bande dessinée en 30 planches : Le Mystère de Bambochal. Cet album tiré à 15 000 exemplaires fut publié à compte d’auteur car il avait été refusé par les éditions Dupuis. Charles Dupuis, bien qu'il lui ait refusé plusieurs projets, lui confie la destinée de la série Tif et Tondu, qu'il anime, aux côtés de Fernand Dineur, de Maurice Rosy, l'inventeur de Monsieur Choc, de Maurice Tillieux et de Stephen Desberg, jusqu'en 1990.
En 1957, outre ses travaux sur cette série, il aide Franquin pour les décors de l’album Les Pirates du silence. Puis, il dessine Lili mannequin sur des scénarios de Goscinny pour Paris-Flirt. Il illustre également des jeux dans le magazine Record sur scénario de Charlier.
En 1958, il interrompt la série Tif et Tondu et devient pendant deux ans directeur artistique du journal de Tintin.
En 1960, il revient au journal de Spirou et animera Éric et Artimon sur scénario de Vicq. Il travaille également avec Peyo sur la série Jacky et Célestin puis sur les décors de Benoît Brisefer.
En 1964, il reprend Tif et Tondu pour Spirou. 
De 1966 à 1969, Will dirige la collection du Carrousel, chez Dupuis, qui consiste à prendre des héros du journal Spirou, comme les Schtroumpfs, ou Boule et Bill, dans des albums illustrés pour enfants de petit format à l'italienne.
En 1970, il lance une nouvelle série : Isabelle, sur des scénarios écrits par Yvan Delporte, Raymond Macherot et Franquin, qui comptera douze albums de 1970 à 1996.
À partir de 1988, Will change de registre, se tournant vers un dessin où la couleur joue une importance plus grande. En 1991, il abandonne définitivement la série Tif et Tondu, que Dupuis confie aux jeunes Sikorski et Lapière. Avec Stephen Desberg au scénario, Will produit alors, en couleurs directes, Le Jardin des désirs et La 27e lettre pour la collection Aire Libre, puis L'Appel de l'enfer pour P&T Production.
Son dernier dessin réalisé pour le festival des marionnettes représente l'une d'elles devant l'église de La Hulpe.  Numéroté, il fut coloré par son fils Eric avant d'être édité pour une oeuvre locale à petit nombre.
Il meurt en 2000 sans avoir terminé L'Arbre des deux printemps, sur un scénario de Rudi Miel. Spirou lui rend un hommage de huit pages dans le numéro 3231.
Will est également un peintre à part entière. Fauviste, expressionniste, il joue sensuellement avec les matières et les coloris.
La commune de La Hulpe réalise une statue de Monsieur Choc sur un rond-point de l'avenue Reine Astrid.

## Œuvre

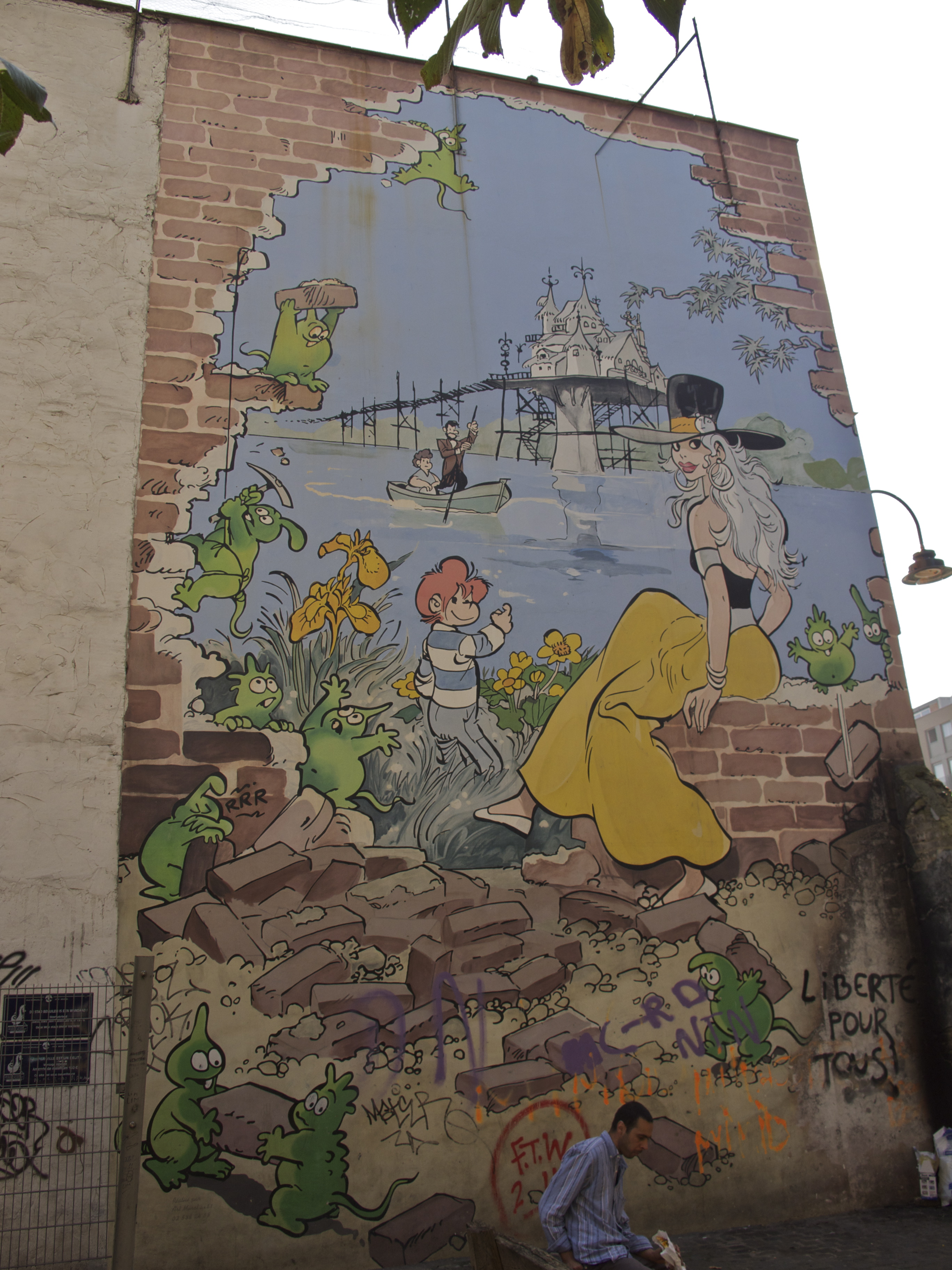
Fresque murale reproduisant Isabelle, parcours BD de Bruxelles.

- Récits complets avec divers scénaristes, dans Spirou, 1947-1997.
- Illustrations et couvertures dans Spirou, 1947-1987.
- Tif et Tondu (dessin), avec divers scénaristes (Fernand Dineur, Bermar, Maurice Rosy, Maurice Tillieux et Stephen Desberg), dans Spirou, 1949-1990.
- Illustrations pour le Journal de Tintin, 1957-1960.
- Monsieur Farfelu, dans Bonux Boy, 1960.
- Record et Véronique (dessin), avec René Goscinny (scénario), dans Record, 1962-1963.
- Éric et Artimon (dessin), avec Raymond A. (scénario), dans Spirou, 1962-1967.
- Benoît Brisefer : Madame Adolphine (décors), avec Peyo, dans Spirou, 1963.
- Marco et Aldebert (dessin), avec Maurice Rosy (scénario), dans Record, 1962-1965.
- Isabelle (dessin), avec André Franquin et Yvan Delporte (scénario), dans Spirou, 1969-1997.
- Natacha t. 10 : L'Île d'outre-monde (décors), avec Marc Wasterlain (scénario) et François Walthéry (dessin), dans Spirou, 1983.
- Le Jardin des désirs (dessin), avec Stephen Desberg, Dupuis, coll. « Aire libre », 1989.
- La 27e lettre (dessin), avec Stephen Desberg, Dupuis, coll. « Aire libre », 1990.
- L'Appel de l'enfer (dessin), avec Stephen Desberg, Joker, 1993.